# آني وو (سيدة أعمال)
آني وو (بالصينية: 伍淑清) هي ناشِطة وسيدة أعمال صينية، ولدت في 1948.